# Hydraena dolichogaster
Hydraena dolichogaster är en skalbaggsart som beskrevs av Emile Janssens 1965. Hydraena dolichogaster ingår i släktet Hydraena och familjen vattenbrynsbaggar. Inga underarter finns listade i Catalogue of Life.